# フィーバーネオクィーン
フィーバーネオクィーンは、2004年7月にSANKYOが発売した、フィーバークィーンⅡのリメイク機として登場したパチンコ機のシリーズ名。
CRフィーバーネオクィーンJXとCRフィーバーネオクィーンMX、CRフィーバークィーンⅡとフィーバーネオクィーンDXの4機種がある。

## 概要
ドラム型のデジパチ。巨大ドラムと2つのゲーム性を搭載した次世代マシンとして登場した。シリーズ機は、確変フル時短タイプのJXと確変ハーフ時短タイプのMX、フィーバークィーンⅡを復刻したCRフィーバークィーンⅡのCR機3種と、現金機のDXと合計で4種類もある。CRフィーバークィーンⅡは、大当たり後は必ず確変に突入するが、確変期間は7回転までのSTタイプである。他のシリーズ機と異なり、ヘソに電チューが搭載されていないが、大当たり出玉と賞球数は多くなっている。
フィーバークィーンⅡの演出を基準にしている「クィーンⅡモード」と、光と音の予告が満載の「ネオクィーンモード」の2種類から選んで遊技できるのが最大の特徴である。
この2種類のモードは、ドラムが完全停止時に灰皿横のビクトリーボタンを押すことで、好みのモードに切り替えることが可能となる。

## スペック
- CRフィーバーネオクィーンJX
  - 賞球数 4&7&15
  - 大当たり最高継続 15R（9カウント）
  - 大当たり確率 1/348.6
  - 確変中大当たり確率　1/50.0
  - 確変突入率　1/2
  - 確変期間　次回大当たりまで/リミッターなし
  - 時短システム　全ての大当たり終了後　100回転
- CRフィーバーネオクィーンMX
  - 賞球数 4&7&15
  - 大当たり最高継続 15R（9カウント）
  - 大当たり確率 1/297.9
  - 確変中大当たり確率　1/78.0
  - 確変突入率　1/2
  - 確変期間　次回大当たりまで/リミッターなし
  - 時短システム　確変終了後　100回転
- CRフィーバークィーンⅡ
  - 賞球数 6&7&15
  - 大当たり最高継続 15R（10カウント）
  - 大当たり確率 1/243.6
  - 確変中大当たり確率　1/24.4
  - 確変突入率　100%
  - 確変期間　7回転まで
- フィーバーネオクィーンDX
  - 賞球数 5&7&13
  - 大当たり最高継続 16R（10カウント）
  - 大当たり確率 1/200.4
  - 時短システム　全ての大当たり終了後　60回転

## 図柄
確変図柄
- 赤７
- 青７

通常図柄
- FEVER
- JOKER
- エース
- ジャック
- クィーン
- キング

## 演出
クィーンⅡモード
フィーバークィーンⅡ同様にシンプルなリーチアクションがメインになる。全ての図柄でダブルリーチが発生するチャンスがある。
- シングルリーチ

フィーバークィーンⅡを再現したリーチアクション。戻りパターンもスベリパターンもある。
- ダブルリーチ

フィーバークィーンⅡ同様にシングルよりも期待度が高い。戻り･スベリがあるのも同様である。
ネオクィーンモード
鮮やかなバックランプによる多彩な予告演出が満載のモード。リーチ演出はクィーンⅡモードと比較するとBGMが異なるだけで、リーチアクションは一緒である。
- バックランプ予告

変動開始時にバックランプがフラッシュすれば、3種類のアクションに発展するチャンス。
- フラッシュ

再びバックランプが点灯する。
- ナイアガラ

ドラム下部よりバックランプが青色に流れる。
- レッドカーテン

バックランプが左→中→右と次々に赤くフラッシュする。大当たり期待度の高い激熱アクションである。
- 音予告

音と同時に変動が開始する。「カァン」と鳴ればリーチが確定となる。この時「カァン」ではなく「ピュイーン」という音に変化していたら確変大当たりが確定する。
- 全消灯予告

変動開始時にバックランプが全消灯する。全消灯が発生してリーチに発展すれば、大当たり期待度が急激にアップする。
- ネオストロボ予告

左図柄停止時にバックランプが黄色に点灯する「イエローフラッシュ」がネオストロボ予告の入口である。
発展すると右図柄停止時にバックランプが青色に点灯する「ブルーフラッシュ」が発生する。
そこからさらに発展すると、リーチ成立後にバックランプが赤色に点灯する「レッドフラッシュ」が発生する。レッドフラッシュまで発展すれば激熱である。
レッドフラッシュが発生するタイミングでバックランプが虹色に点灯する「レインボーフラッシュ」が発生することもある。レインボーフラッシュは発生した時点で確変大当たりが確定する。
クィーンⅡ･ネオクィーン共通モード
どちらのモードを選んでいても発生する共通アクション。
- クィーンラッシュ

通常変動時、ドラムセンターラインに音と光が走ったら突入する。「ピュイッ！」と音が鳴り、ランプが点灯する。
クィーンラッシュ中は3パターンあるチャンス目のいずれかが停止する。
同一図柄全出現型→１コマずれ型→確変図柄一直線型の順に期待度が上昇する。
連続発生してリーチになるとチャンスアップで、3回連続すれば激熱となる。
- ダブルアップシステム

大当たりラウンド中の再抽選演出で、各ラウンド中にドラムが回転し始めたら確変昇格のチャンスとなる。
V入賞時に「ピュイッ」と鳴った時の確変昇格期待度は50%である。
再抽選時のドラムは、最初に高速回転をし、その後スロー回転になり停止する。